# کتاب‌خوان (فیلم ۱۹۸۸)
کتاب‌خوان (فرانسوی: La Lectrice‎) فیلمی فرانسوی به کارگردانی میشل دوویل است که در سال ۱۹۸۸ منتشر شد. از بازیگران آن می‌توان به میو-میو، ماریا د مدایروش و ماریان دنیکو اشاره کرد.
این فیلم در آن سال‌ها جایزه Louis Delluc را از آن خود کرد و ۹ بار نامزد دریافت جایزه سزار برای بهترین بازیگر نقش مکمل مرد شد که پاتریک چسنایز آن را دریافت کرد.